# Companyia de ferrocarril de Perpinyà a Prada

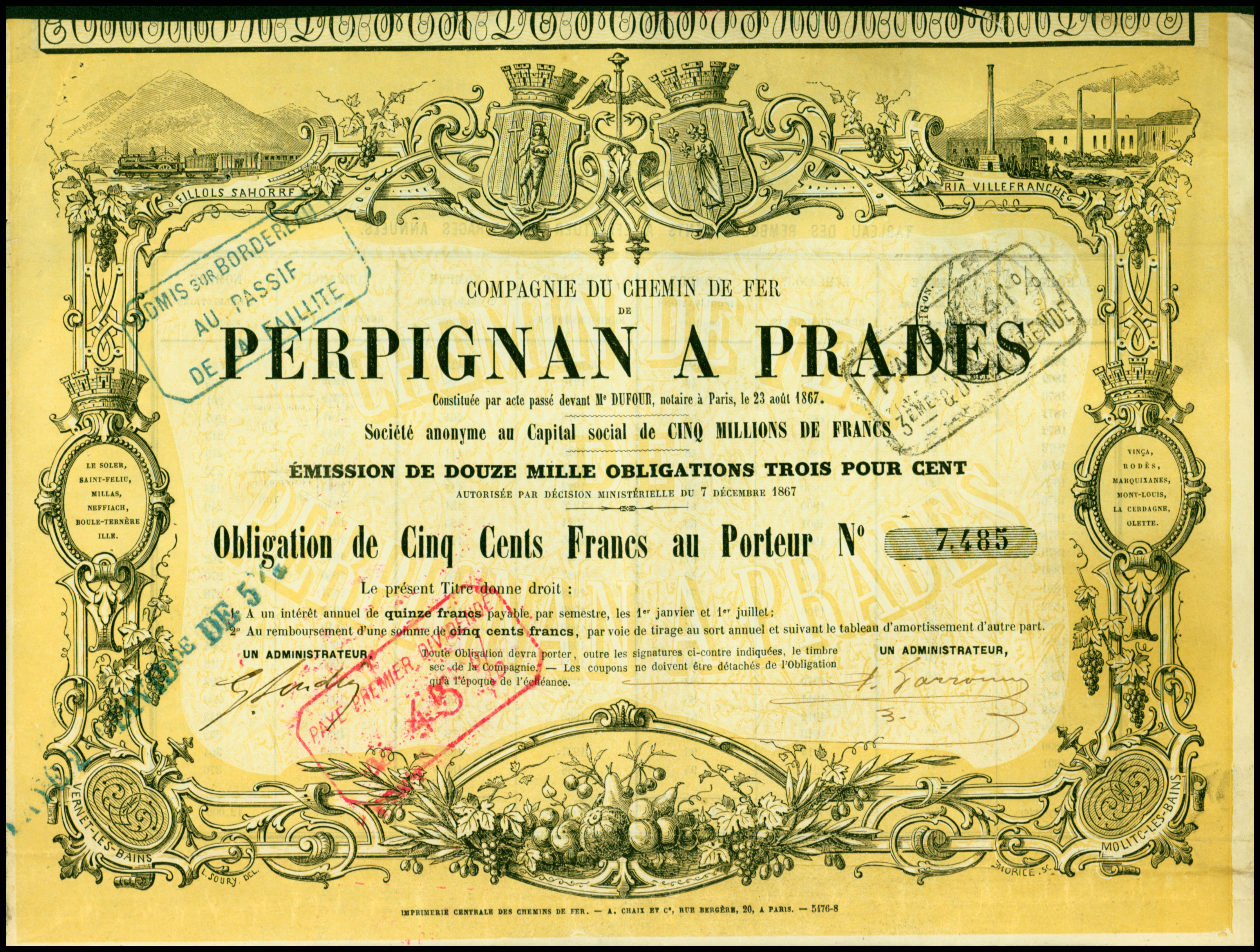
Obligació de la Companyia de ferrocarril de Perpinyà a Prada de data 7 de desembre de 1867

La Companyia de ferrocarril de Perpinyà a Prada (PP, en francès Compagnie du chemin de Fer de Perpignan à Prades) és una antiga companyia de ferrocarril nord-catalana. Va ser creada el 1867 per reprendre i gestionar la concessió del ferrocarril de Perpinyà a Prades obtinguda per Edmund Sharpe en 1863. Després d'haver construït i posat en servei una porció de la línia, es van trobar amb dificultats financeres i va ser posada en administració concursal abans de desaparèixer el 1884. Els seus actius van ser rescatats per la Companyia de ferrocarril de Midi i del Canal lateral del Garona.

## Cronologia
- 29 d'agost de 1863 aprovació de l'adjudicació d'un ferrocarril des de Perpinyà a Prada a Edmund Sharpe
- 23 d'agost de 1867 creació de la Societat anònima
- 6 de novembre de 1878 declaració de fallida
- 13 de gener de 1881 rescat de la línia per part de l'Estat francès

## Història
L'Assemblea Nacional vota el 20 d'abril de 1863 una llei autoritzant una subvenció de 2 milions de francs per l'execució d'un ferrocarril de Perpinyà a Prada. El Senat, després de l'examen en comissió, segueix les conclusions del transportista Élie de Beaumont votant el text en la sessió del 1r de maig de 1863. La llei autoritza la subvenció i es promulga el 6 de maig de 1863. La declaració d'utilitat pública es decreta el 18 de juny de 1863. Aquest mateix decret anuncia l'adjudicació de la concessió i precisa les condicions d'assignació de la subvenció de com a màxim dos milions de francs. El pagament es farà en sis terminis semestrals iguals, la companyia havia de justificar en cada termini el pagament d'una suma triple per les compres relatives directament a la construcció del ferrocarril.
El 22 d'agost de 1863, en la seu del ministeri d'agricultura, de comerç i de treballs públics, va tenir lloc l'adjudicació del ferrocarril de Perpinyà a Prada. Només hi ha una oferta, provinent d'Edmund Sharpe, que proposa una reducció de mil francs sobre la subvenció màxima de dos milions de francs. El licitador va fer un dipòsit de garantia que declara vàlida l'adjudicació i és confirmada pel decret del 29 d'agost de 1863. Edmund Sharpe comença els treballs abans de cedir la seva concessió a la societat anònima constituïda en París per acta notarial del 23 d'agost de 1867.
La Companyia de ferrocarril de Perpinyà a Prada posa en servei una primera secció entre les estacions de Perpinyà i d'Illa el 10 de desembre de 1868, i tot seguit un tram entre Illa i Bulaternera el 15 de març de 1870. En no completar la línia en el temps concretat a les especificacions, s'adreça a l'administració, el 8 d'abril de 1870, amb una petició d'allargament del termini per l'acabament de la línia. Aquesta va ser acceptada i confirmada pel decret Imperial del 24 de juny de 1870 que eleva la data límit al 1r de juny de 1871.
Degut a dificultats financeres, la companyia demana la seva licitació concursal el 4 de febrer de 1873, que és acceptada pel decret del 6 de febrer de 1873. La companyia es va declarar en fallida el 6 de novembre de 1878
En 1881, l'Estat francès recompra la línia de Perpinyà a Prada en aplicació de la llei del 13 de gener de 1881 qui aprova la convenció inicial acordada el 8 de març de 1880 pel síndic de fallida i el ministre de treballs públics. El 12 de febrer l'administració es confia a l'enginyer en cap del departament de Pirineus Orientals, i el 8 de març aquesta administració va efectuar la presa de possessió efectiva de la línia.